# Forte do Pinhão
O Forte do Pinhão, posteriormente conhecido como Bateria do Pinhão, foi uma fortaleza situada perto da cidade de Lagos, no Algarve, em Portugal.

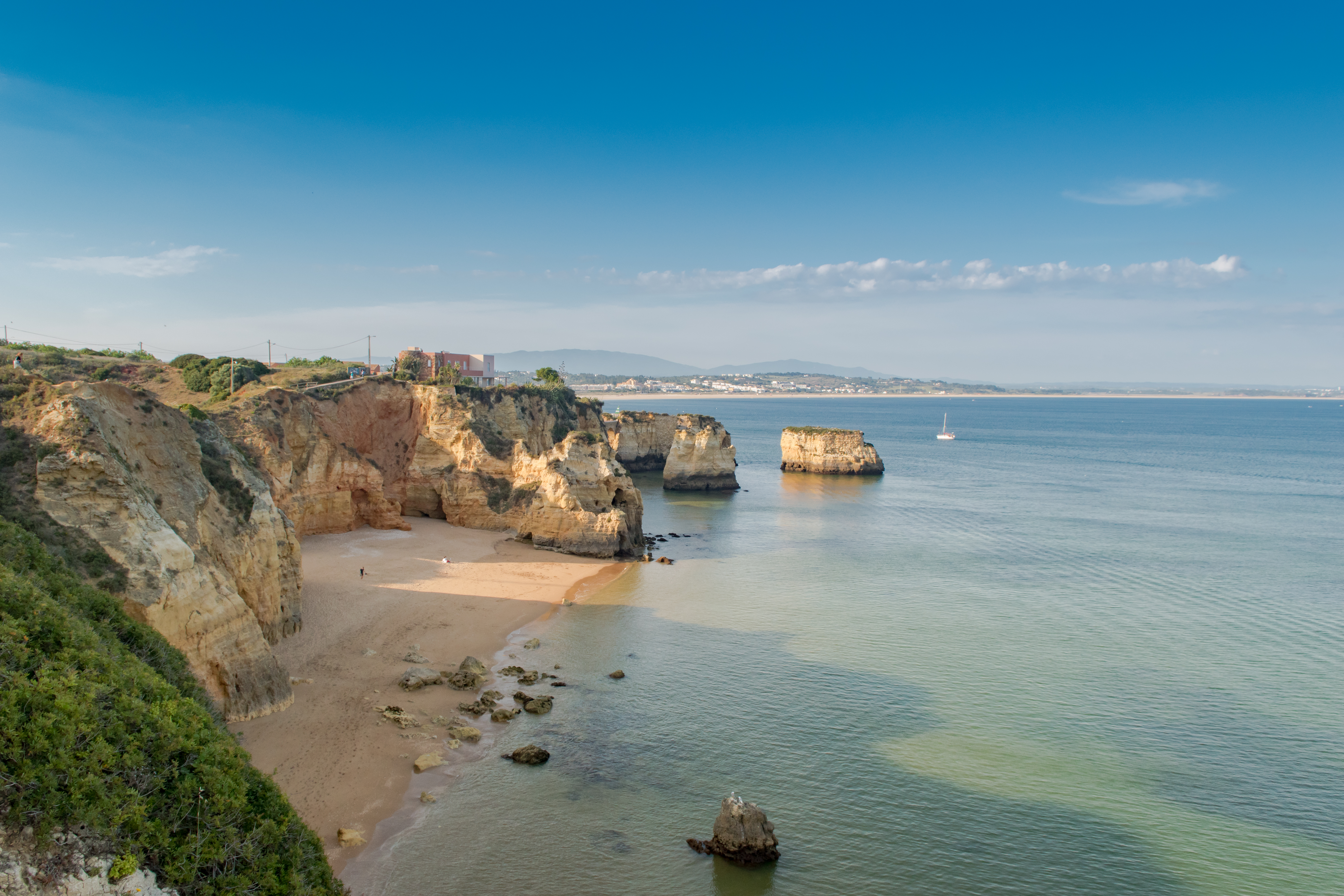
Praia do Pinhão, em 2016. A moradia no centro da fotografia, no topo da falésia, foi construída em cima das ruínas da Bateria do Pinhão.

## Descrição
O Forte do Pinhão estava situado junto ao oceano, perto das praias de Dona Ana e dos Estudantes, na área meridional da cidade de Lagos. O seu nome foi provavelmente uma adaptação da palavra penha, que significa um bloco de rocha, normalmente de forma alongada.
Consistia num forte abaluartado, tendo sido um dos primeiros exemplos de uma fortificação deste tipo em território nacional, em conjunto com o Forte de São João Baptista, na Vila do Conde, e a Fortaleza de São Julião da Barra, em Oeiras. Segundo a História do Reino do Algarve, escrita por Henrique Fernandes Sarrão nos princípios do século XVII, esta fortaleza era «edificada de fortíssimas muralhas e torres de cantaria que dos inimigos defende a baía e entrada do rio e a armação da Torralta. Tem uma porta com sua cava na entrada e uma ponte levadiça com suas cadeias. [...] Nesta fortaleza há condestável e bombardeiros e de noite se vigia.». Outro autor do século XVII que fez referência à fortaleza foi o engenheiro militar italiano Alexandre Massai, embora de forma muito mais depreciativa, principalmente por existirem rochedos do lado terrestre que tinha altura superior à da fortificação.
Fazia parte do sistema de defesa costeira de Lagos, em conjunto com as fortificações de Vera Cruz, da Meia Praia, São Luis de Almádena, Zavial, e do Ponte da Bandeira, e as baterias da Nossa Senhora da Piedade e Porto de Mós. Nas proximidades desta fortificação existia uma outra mais antiga, conhecida como Forte da Solária, da qual não sobreviveram quaisquer vestígios físicos, embora Carlos Pereira Calixto tenha avançado a hipótese que seria sensivelmente no mesmo local onde foi depois construído o Forte da Ponta da Bandeira.

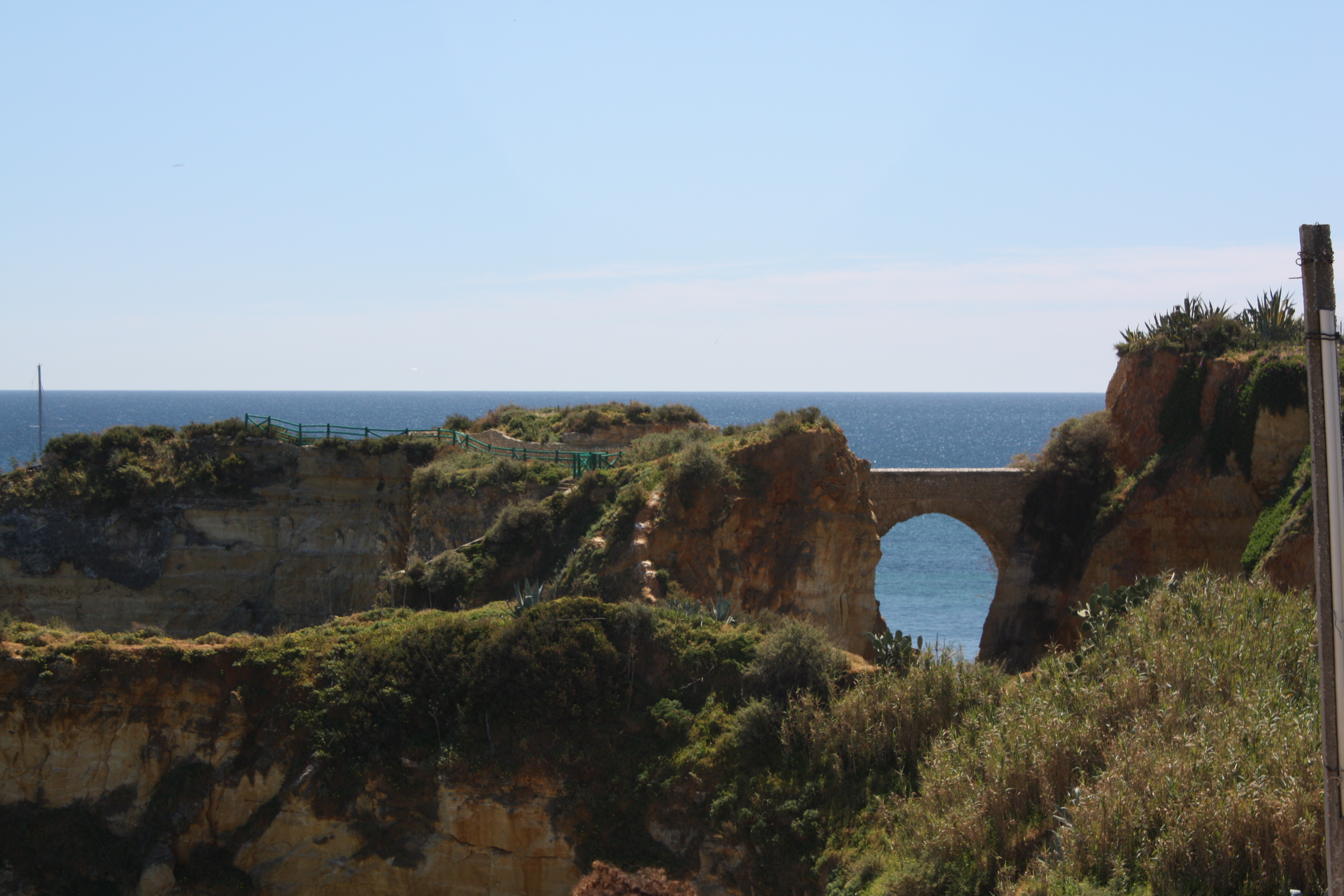
Ilha onde provavelmente ficava a parte marítima da antiga fortaleza do Pinhão, destruída pelo Sismo de 1755. A ilha está ligada a terra por uma ponte em arco.

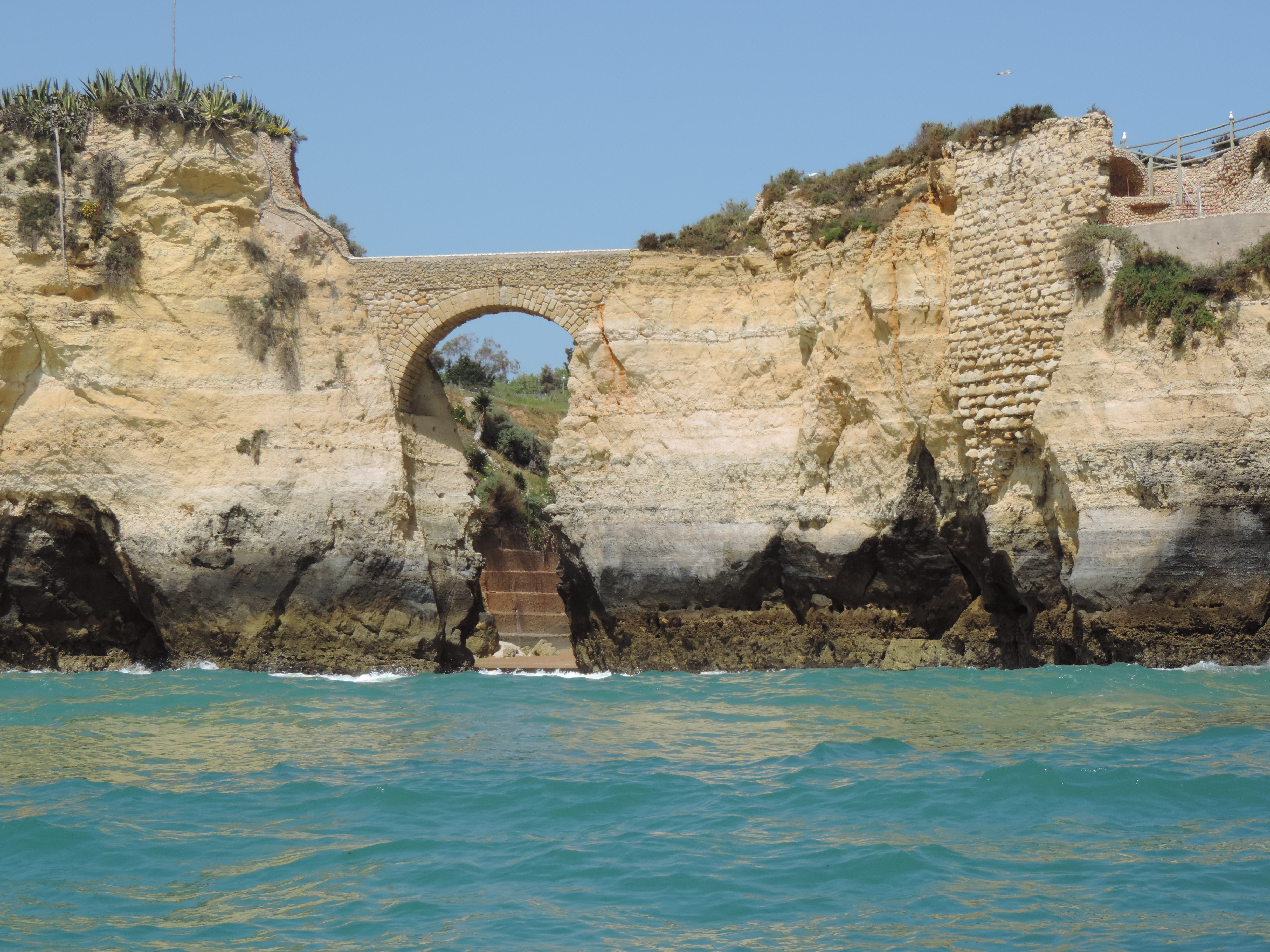
Vista Sudeste da ilha e da ponte.

## História
De acordo com a Corografia do Reino do Algarve, escrita por Frei João de São José, a fortaleza original foi construída durante o reinado de D. João III, no século XVI. O forte do Pinhão terá participado nas operações de defesa da cidade de Lagos, contra os ataques do corsário britânico Francis Drake. Foi completamente destruída pelo Sismo de 1755, tendo um relato da época testemunhado que «A metade caiu ao mar por ser esta fortaleza dividida em dois corpos, um em terra e o outro se comunicava, por uma ponte natural, a um ilhéu que ficava no mar.». Em 1762 foi substituída por um novo forte, a Bateria do Pinhão, construída provavelmente devido à necessidade iminente de defender a cidade de Lagos durante a Guerra dos Sete Anos, na qual o país se envolveu, além que durante aquele período acentuaram-se os ataques de piratas e corsários na costa algarvia. A existência de uma fortaleza na zona do Pinhão era vital para assegurar a defesa da barra de Lagos. Em 1763, o Marquês do Louriçal relatou numa carta que tinha ordenado a construção de um novo forte «em um sítio que fica mais interior», com a função de defender a barra de Lagos, pelo que provavelmente ter-se-á referido ao Pinhão. Devido às circunstâncias urgentes em que foi construído, este forte terá provavelmente sido construida em várias fases, sendo primeiro composto apenas por uma bateria virada para o oceano, com algumas bocas de fogo, e só depois suprido com um parapeito para terra e um fosso.
O Forte do Pinhão ainda esteve artilhado durante a Guerra Civil Portuguesa, na década de 1830, mas a partir de meados do século terá perdido a sua função defensiva, devido às alterações na marinha militar e ao desaparecimento da pirataria nas costas do Algarve. Assim, na primeira metade do século XX foi posta à venda em hasta pública, sendo transferida para a posse particular em 21 de Fevereiro de 1921. Durante alguns anos ainda se verificaram algumas obras de conservação dos poucos vestígios da bateria, mas na década de 1950 foi construída uma moradia no local.
Posteriormente, este edifício desapareceu quase totalmente, restando apenas alguns prováveis vestígios da bateria em cima de um rochedo. Em Novembro de 2018, a Câmara Municipal de Lagos anunciou que estava a preparar a elaboração de um plano de pormenor para a zona do Rossio da Trindade, que iria incluir o desenvolvimento dos acessos rodoviários ao Convento da Trindade e à zona do antigo Forte do Pinhão.